# Copa de los Balcanes 1935
La Copa de los Balcanes de 1935 fue la 6ª edición de la Copa de los Balcanes. El anfitrión del torneo fue Bulgaria, y participaron las selecciones de Yugoslavia, Grecia, Bulgaria y Rumania y fue ganada por Yugoslavia. El máximo goleador fue Liubomir Angelov de Bulgaria con 6 goles resultado de dos hat-tricks.

## Clasificación Final
| Pos. | Equipo     | Pts. | PJ | PG | PE | PP | GF | GC | Dif. |
| ---- | ---------- | ---- | -- | -- | -- | -- | -- | -- | ---- |
| 1    | Bulgaria   | 5    | 3  | 2  | 1  | 0  | 12 | 5  | +7   |
| 2    | Yugoslavia | 5    | 3  | 2  | 1  | 0  | 11 | 4  | +7   |
| 3    | Grecia     | 1    | 3  | 0  | 1  | 2  | 5  | 13 | -8   |
| 4    | Rumania    | 1    | 3  | 0  | 1  | 2  | 2  | 8  | -6   |

## Resultados
| 16 de junio de 1935 | Bulgaria                                         | 5:2 | Grecia           | Yunak Stadium, Sofía, Bulgaria                                   |                                                                  |
|                     | Peshev 23' · Angelov 26', 28', 63' · Lozanov 68' |     | Choumis 21', 74' | Asistencia: 12,000 espectadores Árbitro(s): Constantin Rădulescu | Asistencia: 12,000 espectadores Árbitro(s): Constantin Rădulescu |

| 17 de junio de 1935 | Rumania | 0:2 | Yugoslavia                   | Yunak Stadium, Sofía, Bulgaria                                  |                                                                 |
|                     |         |     | Marjanović 33' · Sekulić 56' | Asistencia: 10,000 espectadores Árbitro(s): Stavros Hatzopoulos | Asistencia: 10,000 espectadores Árbitro(s): Stavros Hatzopoulos |

| 19 de junio de 1935 | Bulgaria                                                         | 4:0 | Rumania | Yunak Stadium, Sofía, Bulgaria                                  |                                                                 |
|                     | Lozanov 11' · Yordanov 33' · Peshev 49' · Sucitulescu 62' (a.g.) |     |         | Asistencia: 10,000 espectadores Árbitro(s): Stavros Hatzopoulos | Asistencia: 10,000 espectadores Árbitro(s): Stavros Hatzopoulos |

| 21 de junio de 1935 | Grecia       | 1:6 | Yugoslavia                                                             | Yunak Stadium, Sofía, Bulgaria                          |                                                         |
|                     | Baltasis 49' |     | Živković 31' 70' · Marjanović 33' · Vujadinović 49' · Glišović 81' 83' | Asistencia: 5,000 espectadores Árbitro(s): Nikola Dosev | Asistencia: 5,000 espectadores Árbitro(s): Nikola Dosev |

| 24 de junio de 1935 | Grecia          | 2:2 | Rumania                | Yunak Stadium, Sofía, Bulgaria                          |                                                         |
|                     | Choumis 10' 15' |     | Bodola 26' · Gruin 26' | Asistencia: 1,000 espectadores Árbitro(s): Nikola Dosev | Asistencia: 1,000 espectadores Árbitro(s): Nikola Dosev |

| 24 de junio de 1935 | Bulgaria              | 3:3 | Yugoslavia                           | Yunak Stadium, Sofía, Bulgaria                                  |                                                                 |
|                     | Angelov 25', 28', 66' |     | Marjanović 2' · Vujadinović 19', 75' | Asistencia: 25,000 espectadores Árbitro(s): Stavros Hatzopoulos | Asistencia: 25,000 espectadores Árbitro(s): Stavros Hatzopoulos |

| Bandera de Bulgaria |
| Campeón Bulgaria    |
| Tercer título       |

## Goleadores
| Jugador            | Selección  | Goles |
| ------------------ | ---------- | ----- |
| Lyubomir Angelov   | Bulgaria   | 6     |
| Kostas Choumis     | Grecia     | 4     |
| Blagoje Marjanović | Yugoslavia | 3     |
| Đorđe Vujadinović  | Yugoslavia | 3     |